# Jüdischer Friedhof Hüls (Krefeld)

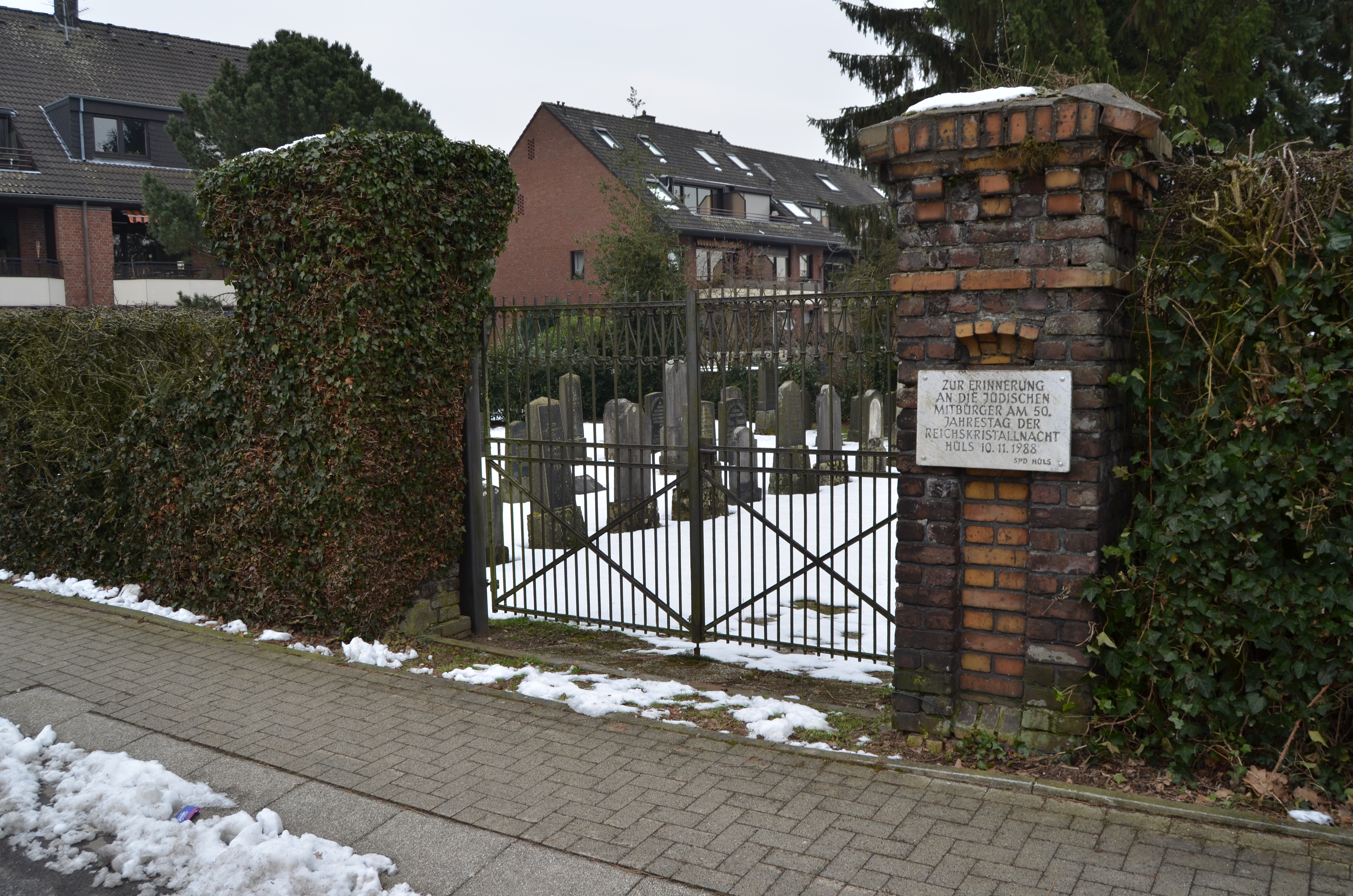
Eingang zum jüdischen Friedhof in Hüls

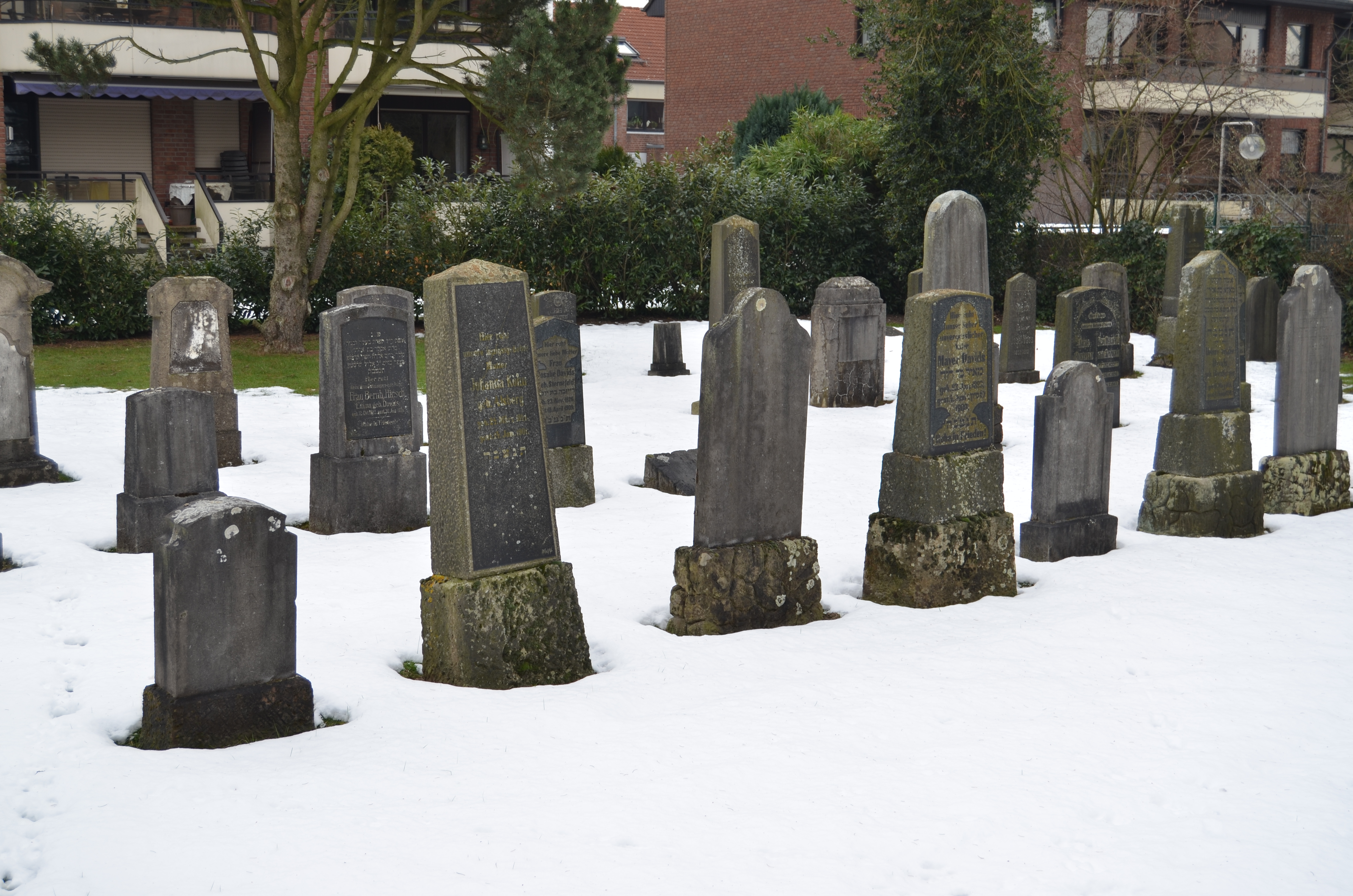
Grabsteine

Der Jüdische Friedhof in Hüls, einem Stadtteil von Krefeld in Nordrhein-Westfalen wurde 1891 als Nachfolger des alten, nicht mehr existierenden 
jüdischen Begräbnisplatzes an der Moersischen Straße angelegt. Der jüdische Friedhof mit der Adresse Am Strathhof ist ein geschütztes Baudenkmal.
Auf dem von Hecken umstandenen Friedhof sind heute noch circa 50 Grabsteine und -fragmente aus den Jahren 1894 bis 1940 vorhanden. Am Portal befindet sich seit 1988 eine Gedenktafel mit der Inschrift: Zur Erinnerung an die jüdischen Mitbürger am 50. Jahrestag der Reichskristallnacht, Hüls 10.11.1988, SPD Hüls.